# Хомейн
Хоме́йн (перс. خمین‎) — город на западе Ирана, в провинции Меркези. Административный центр шахрестана  Хомейн. Третий по численности населения город провинции.

## География
Город находится в южной части Центрального остана, в горной местности, на высоте 1787 метров над уровнем моря.
Хомейн расположен на расстоянии приблизительно 60 километров к юго-востоку от Эрака, административного центра провинции и на расстоянии 250 километров к юго-западу от Тегерана, столицы страны.

## Население
На 2006 год население составляло 64 031 человека; в национальном составе преобладают персы, в конфессиональном — мусульмане-шииты.
| 1986   | 1991   | 1996   | 2006   | 2012   |
| ------ | ------ | ------ | ------ | ------ |
| 38 920 | 47 991 | 56 335 | 64 031 | 69 012 |

## Достопримечательности
В Хомейне расположены остатки аркады старинного базара, особняк периода правления династии Каджаров, более чем 100 водяных мельниц, древний зороастрийский храм. Но наибольшую известность имеет дом, в котором родился лидер исламской революции аятолла Хомейни.